# Bilal Kısa
Bilal Kısa (* 22. Juni 1983 in Merzifon (Amasya), Türkei) ist ein türkischer Fußballspieler. Aufgrund seiner Spielmacherfähigkeiten wird er in Anlehnung an den italienischen Spielmacher Andrea Pirlo scherzhaft als Pirlo Bilal bezeichnet.

## Sportliche Karriere

### Verein
Bilal Kısa begann seine Karriere bei Fenerbahçe Istanbul. Bei den Blau-Gelben machte er sein Debütspiel. Sein erstes Spiel war auch das einzige für Fenerbahçe Istanbul. Deshalb wechselte Bilal zu Izmirspor. Dort spielte er fast die gesamte Saison durch und wechselte erneut zu Malatyaspor. Bei Malatyaspor spielte Kısa zwei Jahre als Stammspieler im offensiven Mittelfeld.
2006 ging er in die Hauptstadt zum Erstligisten Ankaraspor. Hier entwickelte er sich weiter und schaffte es in die Türkische Nationalmannschaft. In der Saison 2009/10 wurde Ankaraspor nach wenigen Spieltagen vom Spielbetrieb suspendiert. So wurden die meisten Spieler an andere Vereine ausgeliehen. Kısa spielte als Leihspieler bis zum Saisonende bei MKE Ankaragücü.
Zur Saison 2010/11 verließ Kısa Ankaraspor endgültig und wechselte zum Zweitligisten Karşıyaka SK. Hier spielte er eine Spielzeit lang.
Im Sommer 2011 einigte er sich mit dem Erstligisten Kardemir Karabükspor und unterschrieb hier ein Einjahresvertrag. Nach eineinhalb Jahren für Karabükspor löste er nach gegenseitigem Einvernehmen seinen Vertrag auf und wechselte zur Wintertransferperiode 2012 zum Erstligisten Akhisar Belediyespor. Bei Akhisar fand er zu alter Form zurück und wurde mehrfach wegen seiner Leistung gelobt.
Nach zweieinhalb Jahren verließ Kısa Akhisar und wechselte ablösefrei zu Galatasaray Istanbul. Kısa erhält bei Galatasaray einen Zweijahresvertrag mitsamt einer Option auf ein weiteres Jahr. Absolviert der Mittelfeldspieler in der Saison 2016/17 mindestens 20 Pflichtspiele, so verlängert sich der Vertrag automatisch bis Sommer 2018. Bei den Istanbulern wird Kısa einen Jahresgehalt von 2.407.500 Türkische Lira (umgerechnet 787.500 €) erhalten und zusätzlich je Einsatz in der Startelf 45.000 Lira (umgerechnet 14.720 €). Ausschlaggebend für diesen Wechsel zu Galatasaray war der Umstand, dass der Verein von Hamza Hamzaoğlu trainiert wurde, jenem Trainer, der zuvor Akhisar Belediyespor betreute. Er arrangierte Kısas Wechsel zu diesem Klub und verhalf ihm dann zu seiner alten Bestform.
Nach einer Spielzeit für Galatasaray wechselte er zum Ligarivalen Bursaspor und folgte damit erneut Hamzaoğlu, der in der Saison 2015/16 bei Galatasaray entlassen wurde und wenig später Bursaspor übernahm.
Im Januar 2018 kehrte er zu Akhisarspor zurück. Er wurde hier  ein wichtiger Bestandteil jener Mannschaft die mit den Gewinn des Türkischen Pokals der Saison 2017/18, des Türkischen Supercups 2018 und der Pokalfinalteilnahme 2018/19 die wichtigsten Erfolge der Vereinsgeschichte realisierte.

### Nationalmannschaft
Bilal Kısa absolvierte in seiner Karriere sieben A-Länderspiele für die Türkei. Sein erster Einsatz erfolgte am 1. März 2006 gegen die Tschechische Republik.
Nachdem er bei Akhisar Belediyespor wieder zu alter Form zurückgefunden hatte, wurde er im November 2013 im Rahmen zweier Testspiele vom Nationaltrainer Fatih Terim in das Aufgebot der türkischen Nationalmannschaft nominiert.
Am 13. Oktober 2014 gelang ihm im Qualifikationsspiel zur EM 2016 gegen Lettland sein zweites Länderspieltor für die Türkei.

## Erfolg
- Mit Galatasaray Istanbul:
  - Türkischer Fußball-Supercup: 2015
  - Türkischer Fußballpokal: 2016

Mit Akhisarspor
- Türkischer Supercup-Sieger: 2018
- Türkischer Pokalsieger: 2017/18
- Türkischer Pokalfinalist: 2018/19